# Metrichia avon
Metrichia avon är en nattsländeart som först beskrevs av Bueno-soria 1983.  Metrichia avon ingår i släktet Metrichia och familjen smånattsländor. Inga underarter finns listade i Catalogue of Life.